# Vitor Ishiy
Vitor Ishiy, né le 22 septembre 1995 à São Paulo est un pongiste brésilien.
Il a participé aux Jeux olympiques de 2020 et de 2024 avec l'équipe du Brésil. Il évolue dans le championnat de France professionnel dans le club de Chartres tennis de table.

## Biographie
Né à São Paulo, il a des ascendances japonaises par ses grands-parents.

### Carrière sportive
Il remporte deux médailles d'or lors des championnats d'Amérique latine en 2016, et trois médailles d'or lors des championnats panaméricains en 2017. En 2018 il remporte à nouveau deux médailles d'or lors des championnats panaméricains. Il remporte le titre en individuel lors des championnats panaméricains en 2019 à Asunción au Paraguay. Il est qualifié pour les championnats du monde 2019 où il est éliminé au premier tour en simple et au deuxième tour en double. Il participe aux Jeux olympiques de 2020 à Tokyo, où l'équipe du Brésil atteint les 8e de finale pour la première fois de son histoire. Lors des Jeux olympiques de 2024 à Paris il est éliminé au 2e tour en simple et en double mixte associé avec sa compatriote Bruna Takahashi, et atteint les quarts de finale par équipe. Il évolue depuis 2018 dans le championnat de France dans l'équipe de Chartres tennis de table. Il est classé no74 mondial en août 2024.